# Leucojum
Genre
Classification APG III (2009)

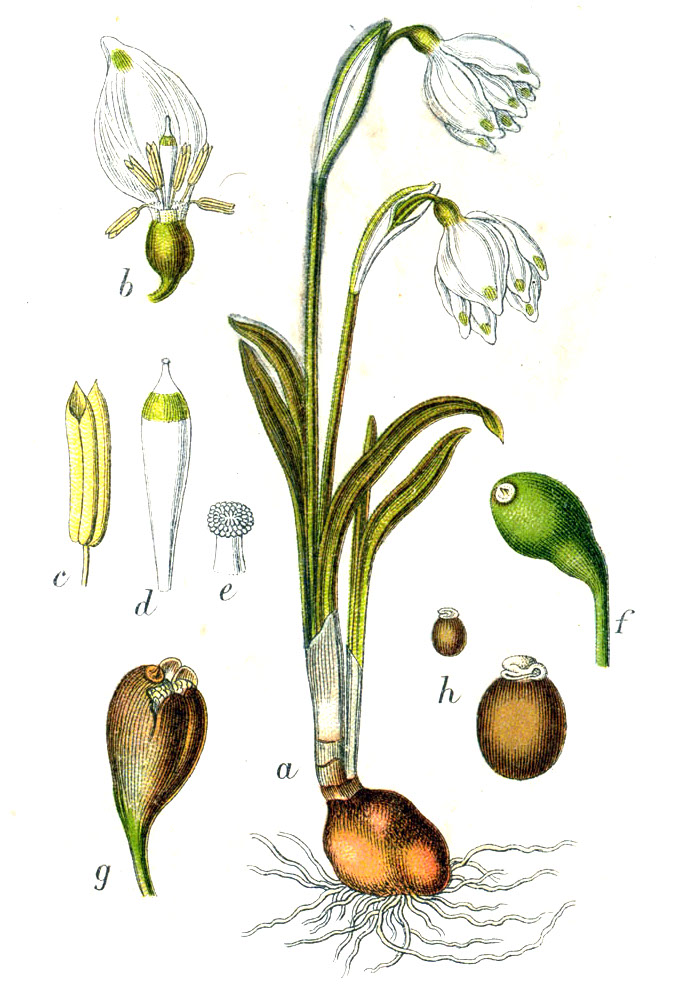
Leucojum vernum.

Leucojum est un genre botanique qui regroupe certaines nivéoles.
Chez les Galanthus, les trois tépales internes généralement échancrés, sont plus petits que les externes et présentent une ou deux taches vertes (guides de nectar). Chez les Leucojum, en revanche, les six tépales ont la même longueur.
Le genre Leucojum lato sensu comportait onze espèces. Deux d’entre elles, indigènes mais rares dans nos régions, sont assez souvent cultivées : la nivéole de printemps, Leucojum vernum, et la nivéole d’été, Leucojum aestivum.
À l’aide du cladisme et du séquençage de l’ADN, il a été montré que ces deux espèces sont plus étroitement apparentés au genre Galanthus qu’aux autres espèces, qui sont actuellement placées dans le genre Acis. Le genre Leucojum stricto sensu ne comporte donc plus que ces deux espèces.

## Liste des espèces
- Leucojum aestivum - Nivéole d'été
- Leucojum vernum - Nivéole de printemps

## Étymologie
Le nom Leucojum est une latinisation du grec λευκοίον (leucoion), issu de leukos, « blanc », et ion, « violette ».

## Sources
- Dolores Lledo, Aaron Davis, Manuel Crespo, Mark Chase, Michael Fay, Phylogenetic analysis of Leucojum and Galanthus (Amaryllidaceae) based on plastid matK and nuclear ribosomal spacer (ITS) DNA sequences and morphology, Plant Syst. Evol, 246(3-4): 223-243.
- Réginald Hulhoven, Des Cousines des Perce-neige – Les Nivéoles, Les Jardins d'Eden, 21: 130-133, 2005